# Miháld
Miháld là một thị trấn thuộc hạt Zala, Hungary. Thị trấn này có diện tích 21,64 km², dân số năm 2010 là 882 người, mật độ 41 người/km².